# Green Lantern: Emerald Knights
 Green Lantern: Emerald Knights es una película de superhéroes animada directa a video que cuenta varias historias con miembros de Green Lantern Corps, como Abin Sur, Laira, Kilowog y Mogo. Fue estrenada el 7 de junio de 2011. Si bien no es una secuela directa de First Flight, la película utiliza los mismos diseños de personajes e incluye un cameo de Ch'p, que tuvo un papel en la película anterior. 
Es la undécima entrega de las películas animadas originales del Universo DC. También es la segunda película animada de DC después de Batman: Gotham Knight que presenta un formato de antología, aunque a diferencia de esta última, presenta una animación y un estilo visuales únicos y uniformes, y una historia general vinculada. 

## Reparto
- Nathan Fillion como Hal Jordan / Linterna Verde.
- Elisabeth Moss como Arisia Rrab.[6]
- Jason Isaacs como Sinestro.
- Henry Rollins como Kilowog.[7]
- Kelly Hu como Laira.
- Roddy Piper como Bolphunga.
- Arnold Vosloo como Abin Sur.
- Tony Amendola como Kentor, Appa Ali Apsa (sin acreditar).
- Steven Blum como Kloba Vud, Palaqua (sin acreditar), Ranakar (sin acreditar), G'Hu (sin acreditar), Voces adicionales.
- Gray DeLisle como Ree'Yu, Ardakian Trawl (sin acreditar), Boodikka (sin acreditar).
- Michael Jackson como Ganthet.
- Peter Jessop como Salaak.
- David Kaufman como Rubyn.
- Sunil Malhotra como la nave de Bolphunga.
- Andrea Romano como el anillo de Abin Sur, el anillo de Deegan (sin acreditar).
- Jane Singer como Wachet.
- James Arnold Taylor como Tomar-Re.
- Bruce Thomas como Atrocitus.
- Bruce Timm como Galius Zed (sin acreditar).
- Mitchell Whitfield como Avra.
- Wade Williams como Deegan.
- Gwendoline Yeo como Blu.